# Amata choneutospila
Amata choneutospila  là một loài bướm đêm thuộc phân họ Arctiinae, họ Erebidae.